# Cockney Rejects
Cockney Rejects – brytyjski zespół punkrockowy utworzony w 1979 w londyńskiej dzielnicy East End przez wokalistę Jeffa Turnera (właśc. Jeff Geggus), gitarzystę Micka Geggusa, basistę Vince'a Riodana i perkusistę Andy'ego Scotta. W późniejszych latach wielokrotnie zmieniała skład – jedynymi stałymi członkami pozostali Turner i Geggus (którzy są braćmi). Ich piosenka „Oi, Oi, Oi”, z 1980 stała się inspiracją do określenia stylu muzycznego nazwą Oi (street punk).

## Historia
Cockney Rejects zadebiutowali EPką The Flares and Slippers wydaną w 1979 roku przez niezależną wytwórnię Small Wonder. Pod koniec tego samego roku dzięki Jimmy'emu Purseyowi (Sham 69) podpisali kontrakt z wytwórnią EMI co zaowocowało wydaniem w 1980 dwóch pierwszych albumów: Greatest Hits Vol. 1 i Greatest Hits Vol. 2. W tym czasie Scotta zastąpił Nigel Woolf.
Utwór „The Greatest Cockney Rip Off” (stanowiący parodię utworu „Hersham Boys” zespołu Sham 69) z płyty Greatest Hits Vol. 2 stał się największym przebojem Cockney Rejects w całej jego karierze (osiągnął 21. miejsce i spędził 7 tygodni na liście przebojów). Członkowie zespołu którzy byli lojalnymi kibicami drużyny piłkarskiej West Ham United F.C., złożyli jej hołd nagrywając utwór „I'm Forever Blowing Bubbles” (śpiewany przez kibiców West Ham od wczesnych lat 20.). Inne piosenki zespołu miały mały walor komercyjny, ponieważ były mocno osadzone w tematach dotyczących bójek ulicznych albo chuligaństwa kibiców piłkarskich. Pozostałe utwory, którym udało się zagościć na brytyjskich listach przebojów to: „Bad Man!”, „We Can Do Anything” i „We Are the Firm”.
Kolejny album Greatest Hits Vol. 3 (Live & Loud) nagrano na żywo w londyńskim Abbey Road Studios z nowym perkusistą Keithem „Sticksem” Warringtonem przy udziale zaproszonej publiczności. Na następnej płycie The Power and the Glory zespół odszedł od punkrocka w stronę bardziej rockowego brzmienia. Choć płyta była lepsza tekstowo i muzycznie od swoich poprzedniczek nie zdołała przekonać wszystkich fanów zespołu. Na piątym albumie The Wild Ones nagranym w 1982 i wyprodukowanym przez Pete'a Waya z UFO muzycy zaprezentowali typowy hard rock. Zanim zespół zawiesił działalność w 1985 roku ukazały się dwa kolejne albumy: Quiet Storm (1984) (wydany pod nazwą The Rejects) oraz Unheard Rejects (1985).
W 1990 roku Turner, Geggus, Riodan i Warrington powrócili na krótko, aby nagrać płytę Lethal. W 1997 nakładem wytwórni Dojo ukazał się zestaw singli Cockney Rejects The Punk Singles Collection z lat 1977–1982.
W 1999 nastąpił kolejny powrót Cockney Rejects w składzie Turner, Geggus, Tony Van Frater i Andrew Laing (rok później zastąpił go Les Cobb). W następnych latach zespół nagrał kolejne płyty: Greatest Hits Vol. 4 (nowe wersje starych utworów), Out of the Gutter (2003) oraz Unforgiven (2007). W 2006 na miejsce Cobba powrócił Laing.

## Teksty
Teksty Cockney Rejects wyrażały pogardę dla polityków, a także opisywały przemoc, która często miała miejsce na koncertach zespołu, kiedy muzycy musieli bronić się przed kibicami innych drużyn piłkarskich, albo rozdzielać skonfliktowaną między sobą publiczność.
Media wielokrotnie zarzucały zespołowi sympatyzowanie ze skrajnie prawicowym ruchem British Movement. Wokalista Jeff Turner i gitarzysta Mick Geggus, którzy w młodości amatorsko uprawiali boks (biorąc udział w walkach ogólnokrajowych) w wywiadzie udzielonym magazynowi Sounds stwierdzili, że wielu ich idoli było czarnoskórymi bokserami, a British Movement określili mianem „niemieckiego ruchu” („German Movement”). Jeff Turner później w swojej autobiografii „Cockney Reject” przytoczył wydarzenie, które miało miejsce na jednym z pierwszych koncertów zespołu, kiedy to doszło do starć pomiędzy członkami British Movement a muzykami zespołu i fanami.

## Muzycy
- Jeff „Stinky” Turner – wokal (1979–1983; 1984–1985; 1990; od 1999)
- Micky Geggus – gitara (1979–1983; 1984–1985; 1990; od 1999)
- Vince Riordan – gitara basowa (1979–1983; 1990)
- Andy „Atlas” Scott – perkusja (1979–1980)
- Nigel Woolf – perkusja (1980)
- Keith „Sticks” Warrington – perkusja (1980–1983, 1984–1985, 1990)
- Ian Campbell – gitara basowa (1984–1985)
- Tony Van Frater – gitara basowa (od 1999)
- Andrew Laing – perkusja (1999–2000, od 2007)
- Les „Nobby” Cobb – perkusja (2000–2006)

## Dyskografia

### Albumy studyjne
- Greatest Hits Vol. 1 (EMI, 1980)
- Greatest Hits Vol. 2 (EMI/Zonophone, 1980)
- The Power and the Glory (EMI/Zonophone, 1981)
- The Wild Ones (AKA1, 1982)
- Quiet Storm (Heavy Metal Records, 1984) (jako The Rejects)
- Unheard Rejects (Wonderful World Records, 1985)
- Lethal (Neat Records, 1990)
- Out of the Gutter (Captain Oi Records, 2003)
- Unforgiven (G&R Records, 2007)
- East End Babylon (Cadiz Records, 2012)

### Albumy koncertowe
- Greatest Hits Vol. 3 (Live & Loud) (EMI/Zonophone, 1981)

### Kompilacje
- The Punk Singles Collection (Dojo, 1997)
- Greatest Hits Vol. 4 (Rhythm Vicar, 2000)
- Back on the Street (Victory Records, 2000)

### EPki i single
- „Flares & Slippers” / „Police Car” / „I Wanna Be a Star” ("7, EP) (Small Wonder, 1979)
- „I'm Not a Fool” / „East End” ("7) (EMI, 1979)
- „Bad Man!” / „New Song” ("7) (EMI, 1980)
- „The Great Cockney Rip Off” / „Hate of the City” ("7 limitowana edycja z żółtego winylu) (EMI/Zonophone, 1980)
- „We Can Do Anything” / „15 Nights” ("7) (EMI/Zonophone, 1980)
- „We Are The Firm” / „War on the Terace” ("7) (EMI/Zonophone, 1980)
- „Easy Life” / „Motorhead” / „Hang 'em High” ("7, Live EP) (EMI/Zonophone, 1981)
- „On the Street Again” / „Lomdob” ("7) (EMI/Zonophone, 1981)
- „Till the End of the Day” / „Rock & Roll” ("7) (AKA 1982)